# Серенси (Џорџија)
Серенси (Џорџија) (енгл. Surrency) град је у америчкој савезној држави Џорџија. По попису становништва из 2010. у њему је живело 201 становника.

## Демографија
Према попису становништва из 2010. у граду је живело 201 становника, што је 36 (15,2%) становника мање него 2000. године.
| Група             | 2000.       | 2010.       |
| Белци             | 168 (70,9%) | 115 (57,2%) |
| Афроамериканци    | 58 (24,5%)  | 61 (30,3%)  |
| Азијати           | 0 (0,0%)    | 3 (1,5%)    |
| Хиспаноамериканци | 7 (3,0%)    | 16 (8,0%)   |
| Укупно            | 237         | 201         |